# Ecuadoria dichopteroides
Ecuadoria dichopteroides är en insektsart som beskrevs av William Lucas Distant 1906. Ecuadoria dichopteroides ingår i släktet Ecuadoria och familjen lyktstritar. Inga underarter finns listade i Catalogue of Life.